# Черноерковское сельское поселение
Черноерковское сельское поселение —  муниципальное образование в составе Славянского района Краснодарского края России. 
В рамках административно-территориального устройства Краснодарского края ему соответствует Черноерковский сельский округ.
Административный центр — станица Черноерковская.

## Население
| 2010  | 2012  | 2013  | 2014  | 2015  | 2016  | 2017  |
| ----- | ----- | ----- | ----- | ----- | ----- | ----- |
| 4705  | ↘4645 | ↘4617 | ↘4601 | ↘4548 | ↘4495 | ↘4475 |
| 2018  | 2019  | 2020  | 2021  | 2023  |       |       |
| ↗4485 | ↘4466 | ↘4452 | ↗4649 | ↘4543 |       |       |

## Населённые пункты
В состав сельского поселения (сельского округа) входят 7 населённых пунктов:
| № | Населённый пункт | Тип населённого пункта | Население (чел.) |
| - | ---------------- | ---------------------- | ---------------- |
| 1 | Верхний          | хутор                  | ↘365             |
| 2 | Калабатка        | хутор                  | ↘45              |
| 3 | Мостовянский     | хутор                  | ↗7               |
| 4 | Прорвенский      | хутор                  | ↘373             |
| 5 | Ставки           | хутор                  | ↘65              |
| 6 | Черноерковская   | станица                | ↘3267            |
| 7 | Чёрный Ерик      | хутор                  | ↘434             |